# Thom Yorke
Thomas Edward "Thom" Yorke (født 7. oktober 1968 i Wellingborough, Northamptonshire) er en engelsk musiker, bedst kendt for sin falsetstemme og som frontfigur i bandet Radiohead. I 2006 udgav han desuden sin første soloplade, The Eraser. I 2008 blev han af Rolling Stone placeret som nummer 66 på listen over verdenshistoriens største sangere.
Yorke spiller hovedsageligt guitar, klaver, synthesizer og computer, men til tider spiller han også trommer og basguitar. Blandt andet var det Yorke, der indspillede baslinjen på Radiohead nummeret "The National Anthem", og på Radioheads 2006-turné spillede han trommer på det uudgivne nummer "Bangers 'N Mash".
Yorke laver også elektronisk musik, hvilket kan høres på hans soloplader The Eraser (2006) og Tomorrow's Modern Boxes (2014) samt på Radiohead-pladerne Amnesiac og Kid A, hvor hans elektroniske indflydelse begyndte at blive tydelig, set i forhold til Radioheads tidligere album The Bends og Pablo Honey.
Udover hans store rolle i Radiohead, har Thom Yorke også beskæftiget sig med bandet Atoms For Peace. Der har han virket som frontfigur, ligesom i Radiohead. Thom og resten af bandet har lavet elektronisk, synth og rock￼ musik. Atoms For Peace består af Flea som er bedst kendt som bassist i Red Hot Chili Peppers og Nigel Godrich, som er produceren der står bag Radiohead's og Thom Yorke's udgivelser. Derudover er der en trommeslager og en percussionist I bandet.

## Aktivisme
Alle medlemmerne af Radiohead læste under indspilningerne til Kid A No Logo af Naomi Klein, hvilket efter sigende påvirkede dem alle meget. Yorke støtter offentligt fair trade og er imod WTO og globalisering, hvilket har bragt ham meget opmærksomhed. Yorke er ven med George Monbit, en miljøorienteret forfatter, akademiker og journalist, der har skrevet bogen Captive State, som Yorke dedikerede sangen "No Surprises" til under en koncert i 2001.  Han er også offentligt opmærksom på blandt andet menneskerettigheder, anti-krigsbevægelser, som Amnesty International samt global opvarmning-problematikken, hvor han har hjulpet bevægelser som Friends of the Earth med deres kampagne The Big Ask. Han har spillet til Free Tibet-koncerter i både 1998 og 1999.